# Michel Sardou (Sänger)

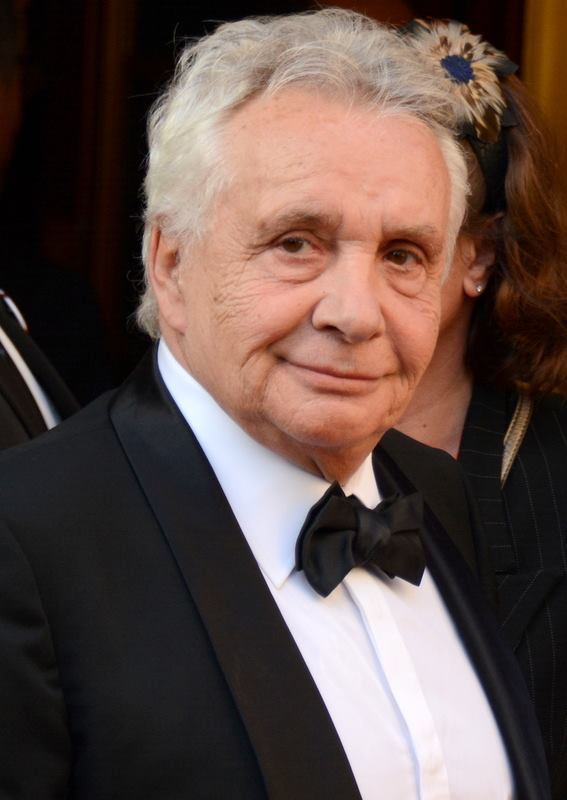
Michel Sardou (2014)

Michel Charles Sardou ([mi'ʃɛl saʁ'du] ⓘ) (* 26. Januar 1947 in Paris) ist ein französischer Komponist und Interpret. Sardou ist seit 1967 als Sänger aktiv. Seine bekanntesten Lieder La maladie d’amour, En chantant und Les lacs du Connemara gehören heute zum Kanon der populären französischen Musik.

## Familie
Michel Sardous Eltern sind der Sänger Fernand Sardou (1910–1976) und die Schauspielerin Jackie Rollin (1921–2000). 
Sardou war dreimal verheiratet und hat vier Kinder und mittlerweile auch vier Enkelkinder. Mit seiner ersten Frau, Françoise Pettré, mit der er die beiden Töchter Sandrine (1970) und Cynthia (1973) hat, war er von 1965 bis 1977 verheiratet. Von 1977 bis 1998 war er mit Elisabeth (Babette) Haas verheiratet. Der Ehe entstammen zwei Söhne, Romain Sardou, der in Frankreich ein erfolgreicher Romanautor ist, und der Schauspieler Davy Sardou. Die dritte Ehe, die er 1999 mit Anne-Marie Périer, Elle-Chefredakteurin, einging, wurde von Nicolas Sarkozy, dem damaligen Bürgermeister von Neuilly-sur-Seine, geschlossen.

## Werk
Michel Sardou ist nach Johnny Hallyday einer der erfolgreichsten und zugleich umstrittensten französischen Chansonniers. Sein Werk ist musikalisch und inhaltlich durch eine große Bandbreite gekennzeichnet. Neben Liebesliedern (La maladie d’amour) wurde Sardou vor allem durch Lieder mit gesellschaftspolitischen Texten bekannt. 
Heftige Debatten lösten Mitte der 1970er Jahre Lieder aus, in denen er gegen den Zölibat, den Kolonialismus und eine falsch verstandene Entwicklungshilfe sowie für die Todesstrafe und den Stierkampf Stellung bezog. In anderen Texten zeichnete er das Bild eines Freundes der USA, der Iren und Polen und eines Kritikers der Deutschen und Engländer, des Kommunismus, des Gaullismus und des Pariser Zentralismus. Auf seine Liedtexte angesprochen, sagte Sardou, er verstehe sich als Künstler, der zum Nachdenken anregen wolle. Ein Chansonnier sei wie ein Schauspieler, Letzterem würden auch nicht seine Rollen vorgeworfen, sondern jeder wisse, dass er eine Rolle spiele.
Die Musik zu seinen Chansons schrieb er zunächst gemeinsam mit Michel Fugain, später mit Jacques Revaux und Pierre Delanoë. Die meisten Texte und Arrangements schreibt er selbst, häufig in Zusammenarbeit mit Didier Barbelivien.
In Frankreich produzierte Sardou rund 300 Lieder und 24 Studioalben und absolvierte stets ausverkaufte Tourneen. Außerhalb des französischen Sprachraums ist er weniger bekannt. In Deutschland wurde nur La maladie d'amour (1973) lebhaft rezipiert.
Die deutsche Version seines Titels Le temps des colonies sang Wencke Myhre (Don Pedros Hochzeitsnacht). Howard Carpendale interpretierte den Titel Je vole in deutscher Sprache (Ich geh). Jürgen Marcus nahm En chantant unter dem Titel Ein Lächeln auf.
Im Jahr 2001 erwarb Sardou das Théâtre de Paris an der Porte St. Martin und trat dort in regelmäßigen Abständen als Schauspieler auf, bis er sich im Jahr 2003 von diesem Projekt zurückzog. Er spielte hin und wieder auch in Filmen und im Fernsehen. 1987 übernahm er die Hauptrolle in Cross – Zwei knallharte Profis.
Im Sommer 2023 bezeichnete die Musikerin Juliette Armanet Sardous Titel Les Lacs du Connemara als „abscheulichen Rechtsaußen-Song“. Das löste in Frankreich eine Debatte über kontroverse Liedtexte Sardous aus.

## Diskografie

Michel Sardou (1998)

### Studioalben
- 1968: Petit / Les Ricains
- 1970: J’habite en France (FR: Gold)
- 1972: Danton
- 1973: La maladie d’amour (FR: Gold)
- 1976: La Vieille (FR: Gold)
- 1977: La Java de Broadway (FR: Gold)
- 1978: Je vole (FR: Gold)
- 1979: Verdun
- 1980: Victoria (FR: Gold)
- 1981: Les lacs du Connemara (FR: Platin)
- 1982: Il était là
- 1983: Vladimir Ilitch (FR: Platin, BE: Platin[2])

| Jahr | Titel                            | Höchstplatzierung, Gesamtwochen, AuszeichnungChartplatzierungen (Jahr, Titel, Platzierungen, Wochen, Auszeichnungen, Anmerkungen) | Höchstplatzierung, Gesamtwochen, AuszeichnungChartplatzierungen (Jahr, Titel, Platzierungen, Wochen, Auszeichnungen, Anmerkungen) | Höchstplatzierung, Gesamtwochen, AuszeichnungChartplatzierungen (Jahr, Titel, Platzierungen, Wochen, Auszeichnungen, Anmerkungen) | Anmerkungen                             |
| Jahr | Titel                            | FR | BEW | CH | Anmerkungen                             |
| ---- | -------------------------------- | --- | --- | --- | --------------------------------------- |
| 1984 | Io Domenico                      | FR82 Platin · (… Wo.)FR | BEW40 (2 Wo.)BEW | — | Charteinstieg: 2025                     |
| 1985 | Chanteur de jazz                 | FR— PlatinFR | — | — |                                         |
| 1987 | Musulmanes                       | FR— PlatinFR | — | — |                                         |
| 1988 | Le Successeur                    | — | — | — | Erstveröffentlichung: 17. Oktober 1988  |
| 1989 | Sardou 66                        | — | — | — |                                         |
| 1990 | Le Privilège                     | FR— ×2DoppelplatinFR | — | — |                                         |
| 1992 | Le Bac G                         | FR— ×2DoppelplatinFR | — | — |                                         |
| 1994 | Selon que vous serez, etc., etc. | FR— ×2DoppelplatinFR | — | CH— GoldCH |                                         |
| 1997 | Salut                            | FR1 ×2Doppelplatin · (44 Wo.)FR                                                                                                   | BEW2 Platin · (46 Wo.)BEW | — | Erstveröffentlichung: 10. Oktober 1997  |
| 2000 | Français                         | FR1 Platin · (26 Wo.)FR | BEW2 Gold · (17 Wo.)BEW | CH17 (10 Wo.)CH | Erstveröffentlichung: 8. September 2000 |
| 2004 | Du plaisir                       | FR1 Diamant · (93 Wo.)FR | BEW2 Gold · (42 Wo.)BEW | CH9 (17 Wo.)CH | Erstveröffentlichung: 10. Mai 2004      |
| 2006 | Hors format                      | FR1 Platin · (32 Wo.)FR | BEW1 Gold · (34 Wo.)BEW | CH17 (14 Wo.)CH | Erstveröffentlichung: 13. November 2006 |
| 2010 | Être une femme 2010              | FR2 ×3Dreifachplatin · (42 Wo.)FR                                                                                                 | BEW1 Platin · (32 Wo.)BEW | CH10 (11 Wo.)CH | Erstveröffentlichung: 30. August 2010   |
| 2017 | Le Choix du fou                  | FR2 ×2Doppelplatin · (53 Wo.)FR                                                                                                   | BEW1 Gold · (59 Wo.)BEW | CH6 (14 Wo.)CH | Erstveröffentlichung: 20. Oktober 2017  |

grau schraffiert: keine Chartdaten aus diesem Jahr verfügbar

### Livealben
- 1971: Olympia 71
- 1975: Olympia 75 (FR: Gold)
- 1976: Olympia 76 (FR: Gold)
- 1978: Palais des congrès 78 (FR: Gold)
- 1981: Palais des congrès 81 (FR: Gold)
- 1983: Vivant 83 (FR: Gold)
- 1985: Concert 85 (FR: Gold)
- 1987: Concert 87 (FR: Gold)
- 1989: Bercy 89 (FR: Gold)
- 1991: Bercy 91 (FR: ×2Doppelgold )
- 1993: Bercy 93 (FR: ×2Doppelgold )

| Jahr | Titel                                      | Höchstplatzierung, Gesamtwochen, AuszeichnungChartplatzierungen (Jahr, Titel, Platzierungen, Wochen, Auszeichnungen, Anmerkungen) | Höchstplatzierung, Gesamtwochen, AuszeichnungChartplatzierungen (Jahr, Titel, Platzierungen, Wochen, Auszeichnungen, Anmerkungen) | Höchstplatzierung, Gesamtwochen, AuszeichnungChartplatzierungen (Jahr, Titel, Platzierungen, Wochen, Auszeichnungen, Anmerkungen) | Anmerkungen                              |
| Jahr | Titel                                      | FR | BEW | CH | Anmerkungen                              |
| ---- | ------------------------------------------ | --- | --- | --- | ---------------------------------------- |
| 1995 | Olympia 95                                 | FR— PlatinFR | BEW6 (36 Wo.)BEW | — | Erstveröffentlichung: 14. April 1995     |
| 1998 | Bercy 98                                   | FR5 (17 Wo.)FR | BEW8 (27 Wo.)BEW | — | Erstveröffentlichung: 18. September 1998 |
| 2001 | Bercy 2001                                 | FR11 Gold · (24 Wo.)FR | BEW18 (8 Wo.)BEW | — | Erstveröffentlichung: 4. September 2001  |
| 2005 | Live 2005 au Palais des sports             | FR9 Gold · (30 Wo.)FR | BEW9 (18 Wo.)BEW | — | Erstveröffentlichung: 17. Oktober 2005   |
| 2007 | Zénith 2007                                | FR46 (10 Wo.)FR | BEW49 (11 Wo.)BEW | — | Erstveröffentlichung: 1. Dezember 2008   |
| 2011 | Confidences et retrouvailles – Live 2011   | FR8 (15 Wo.)FR | BEW5 (18 Wo.)BEW | CH88 (2 Wo.)CH | Erstveröffentlichung: 23. Mai 2011       |
| 2013 | Live 2013 – Les Grands Moments à l’Olympia | FR23 (6 Wo.)FR | BEW17 (25 Wo.)BEW | — | Erstveröffentlichung: 25. November 2013  |
| 2018 | La dernière danse                          | FR16 Gold · (38 Wo.)FR | BEW5 (37 Wo.)BEW | CH28 (4 Wo.)CH | Erstveröffentlichung: 23. November 2018  |
| 2021 | Le concert de sa vie                       | FR7 (22 Wo.)FR | BEW3 (12 Wo.)BEW | CH91 (2 Wo.)CH | Erstveröffentlichung: 30. April 2021     |
| 2024 | Je me souviens d’un adieu                  | FR3 (24 Wo.)FR | BEW1 (… Wo.)BEW | CH24 (2 Wo.)CH | Erstveröffentlichung: 15. März 2024      |

### Kompilationen
| Jahr | Titel                                                                                  | Höchstplatzierung, Gesamtwochen, AuszeichnungChartplatzierungen (Jahr, Titel, Platzierungen, Wochen, Auszeichnungen, Anmerkungen) | Höchstplatzierung, Gesamtwochen, AuszeichnungChartplatzierungen (Jahr, Titel, Platzierungen, Wochen, Auszeichnungen, Anmerkungen) | Höchstplatzierung, Gesamtwochen, AuszeichnungChartplatzierungen (Jahr, Titel, Platzierungen, Wochen, Auszeichnungen, Anmerkungen) | Anmerkungen                                                           |
| Jahr | Titel                                                                                  | FR | BEW | CH | Anmerkungen                                                           |
| ---- | -------------------------------------------------------------------------------------- | --- | --- | --- | --------------------------------------------------------------------- |
| 1996 | Les grandes chansons                                                                   | FR— ×2DoppelplatinFR | BEW34 (6 Wo.)BEW | — | Erstveröffentlichung: 1989                                            |
| 1996 | Les grands moments                                                                     | FR— ×2DoppelplatinFR | BEW9 Platin · (60 Wo.)BEW | — | Erstveröffentlichung: 24. September 1996                              |
| 2003 | M.S.                                                                                   | — | BEW12 (34 Wo.)BEW | — | Erstveröffentlichung: 17. März 2003                                   |
| 2004 | Anthologie                                                                             | — | BEW78 (3 Wo.)BEW | — | Erstveröffentlichung: November 2004                                   |
| 2006 | Les 100 plus belles chansons                                                           | FR10 Gold · (20 Wo.)FR | BEW24 (33 Wo.)BEW | — | Erstveröffentlichung: 17. November 2006 Charteinstieg in FR erst 2016 |
| 2007 | L’intégrale – 40 ans de carrière                                                       | FR158 (3 Wo.)FR | — | — | Erstveröffentlichung: 5. November 2007                                |
| 2008 | Les 50 plus belles chansons                                                            | — | BEW55 (26 Wo.)BEW | — | Erstveröffentlichung: 12. Mai 2008                                    |
| 2008 | Les n°1 de Michel Sardou                                                               | — | BEW30 (9 Wo.)BEW | — | Erstveröffentlichung: 14. September 2008                              |
| 2009 | Master série vol. 1                                                                    | FR160 Gold · (2 Wo.)FR | — | — | Erstveröffentlichung: 10. August 2009 Charteinstieg in FR erst 2015   |
| 2011 | Hit Box 3CD                                                                            | FR115 (2 Wo.)FR | — | — | Erstveröffentlichung: 3. Oktober 2011 Charteinstieg in FR erst 2015   |
| 2012 | Les grands moments – Best Of                                                           | FR5 Gold · (59 Wo.)FR | BEW2 (112 Wo.)BEW | CH69 (2 Wo.)CH | Erstveröffentlichung: 22. Oktober 2012                                |
| 2015 | Best Of 70                                                                             | FR28 Gold · (17 Wo.)FR | BEW85 (12 Wo.)BEW | — | Charteinstieg in BEW erst 2019                                        |
| 2017 | Mes premières et mes dernières danses – Intégrale des enregistrements studio 1965-2012 | FR90 (2 Wo.)FR | — | — | Erstveröffentlichung: 13. Oktober 2017                                |
| 2019 | L’album de sa vie – 100 titres                                                         | FR11 Platin · (57 Wo.)FR | BEW4 (37 Wo.)BEW | — | Erstveröffentlichung: 18. Oktober 2019                                |
| 2021 | En chantant                                                                            | FR56 (2 Wo.)FR | BEW15 (15 Wo.)BEW | — | Erstveröffentlichung: 1. Oktober 2021                                 |
| 2022 | Millesimes - Integrale 2022                                                            | FR113 (1 Wo.)FR | — | — | Erstveröffentlichung: 18. November 2022 Boxset mit 22 CDs             |
| 2023 | Engagé                                                                                 | FR9 (30 Wo.)FR | BEW22 (5 Wo.)BEW | — | Erstveröffentlichung: 22. September 2023 Doppel-CD                    |
| 2023 | Intime                                                                                 | — | BEW19 (4 Wo.)BEW | — | Erstveröffentlichung: 22. September 2023 Doppel-CD                    |
| 2024 | L’intégrale Live                                                                       | — | BEW79 (1 Wo.)BEW | — | Erstveröffentlichung: 19. Dezember 2024 Boxset                        |

### Singles
| Jahr | Titel Album                                           | Höchstplatzierung, Gesamtwochen, AuszeichnungChartplatzierungen (Jahr, Titel, Album, Platzierungen, Wochen, Auszeichnungen, Anmerkungen) | Höchstplatzierung, Gesamtwochen, AuszeichnungChartplatzierungen (Jahr, Titel, Album, Platzierungen, Wochen, Auszeichnungen, Anmerkungen) | Höchstplatzierung, Gesamtwochen, AuszeichnungChartplatzierungen (Jahr, Titel, Album, Platzierungen, Wochen, Auszeichnungen, Anmerkungen) | Anmerkungen                                                               |
| Jahr | Titel Album                                           | FR | BEW | CH | Anmerkungen                                                               |
| ---- | ----------------------------------------------------- | --- | --- | --- | ------------------------------------------------------------------------- |
| 1984 | Les deux écoles Io Domenico                           | FR48 (1 Wo.)FR | — | — |                                                                           |
| 1984 | Délire d’amour                                        | FR10 (18 Wo.)FR | — | — |                                                                           |
| 1985 | Io Domenico                                           | FR17 (7 Wo.)FR | — | — |                                                                           |
| 1985 | Chanteur de jazz                                      | FR7 Silber · (15 Wo.)FR | — | — |                                                                           |
| 1986 | 1965 Chanteur de jazz                                 | FR31 (2 Wo.)FR | — | — |                                                                           |
| 1986 | Musulmanes                                            | FR5 Silber · (19 Wo.)FR | — | — | über die Verschleierung der Frauen                                        |
| 1987 | Tous les bateaux s’envolent Musulmanes                | FR8 Silber · (20 Wo.)FR | — | — |                                                                           |
| 1988 | La même eau qui coule                                 | FR5 Silber · (18 Wo.)FR | — | — |                                                                           |
| 1989 | Attention les enfants... danger La même eau qui coule | FR9 (14 Wo.)FR | — | — |                                                                           |
| 1990 | Marie-Jeanne Sardou                                   | FR2 (20 Wo.)FR | — | — |                                                                           |
| 1991 | Le privilège Sardou                                   | FR19 (9 Wo.)FR | — | — |                                                                           |
| 1991 | Le vétéran Sardou                                     | FR35 (10 Wo.)FR | — | — |                                                                           |
| 1992 | Le bac G                                              | FR15 (10 Wo.)FR | — | — |                                                                           |
| 1993 | Le cinéma d’Audiard Le Bac G                          | FR45 (2 Wo.)FR | — | — |                                                                           |
| 2000 | Cette chanson-là Français                             | FR15 (17 Wo.)FR | BEW21 (6 Wo.)BEW | — | Erstveröffentlichung: Juli 2000                                           |
| 2004 | La rivière de notre enfance Du plaisir                | FR1 Gold · (26 Wo.)FR | BEW1 (19 Wo.)BEW | CH14 (25 Wo.)CH | Erstveröffentlichung: 22. November 2004 mit Garou                         |
| 2010 | Être une femme 2010                                   | FR195 (1 Wo.)FR | BEW7 (7 Wo.)BEW | — | Erstveröffentlichung: 31. Mai 2010 Charteinstieg in FR erst 2015          |
| 2010 | Voler Être une femme 2010                             | — | BEW48 (2 Wo.)BEW | — | Erstveröffentlichung: 23. August 2010 mit Céline Dion                     |
| 2012 | Les lacs du Connemara                                 | FR117 Platin · (10 Wo.)FR | — | — | Erstveröffentlichung: 1981 über den Freiheitskampf der Iren gegen England |
| 2014 | Je vole Sardou                                        | FR108 Gold · (9 Wo.)FR | — | — | Erstveröffentlichung: 1978 über den Suizid eines Kindes                   |
| 2015 | Je vais t’aimer La Vieille                            | FR112 Gold · (9 Wo.)FR | — | — | Erstveröffentlichung: 1976                                                |

grau schraffiert: keine Chartdaten aus diesem Jahr verfügbar
Weitere Singles
| - 1967: Les Ricains (Kritik an De Gaulles Anti-Amerikanismus) - 1967: Tu as changé - 1969: América, América - 1970: J’habite en France - 1970: Les bals populaires - 1971: Je t’aime, je t’aime - 1971: Le rire du sergent - 1972: Un enfant - 1973: La chanson d’adieu - 1973: La maladie d’amour (FR: Gold) - 1973: Les vieux mariés - 1974: Je veux l’épouser pour un soir - 1974: La marche en avant - 1974: Le bon temps c’est quand? - 1974: Une fille aux yeux clairs (Hommage an die Mutter, FR: Gold) - 1975: Aujourd’hui peut-être (Live) - 1975: Le France (über die Außerdienststellung des französischen Transatlantikliners France) - 1975: Un accident - 1976: La vieille - 1977: Dix ans plus tôt (FR: Gold) - 1977: La java de Broadway (FR: Gold) - 1977: Le temps des colonies (Persiflage auf den Kolonialismus) - 1978: Comme d’habitude (auf Englisch bekannt als „My Way“; die französische Version stammt im Original von Claude François) - 1978: En chantant (FR: Gold) - 1979: Déborah / Dans La Même Année (FR: Gold) - 1979: Last Flight | - 1979: Verdun (kein Versöhnungslied) - 1980: Je ne suis pas mort, je dors - 1980: K.7 - 1981: Être une femme (FR: Gold) - 1981: La génération "Loving You" - 1981: Volver a vivir - 1982: Afrique adieu - 1982: Musica - 1983: La Première Fois Qu’on S’aimera (FR: Gold) - 1983: Les années 30 - 1983: Vladimir Ilitch (Lied über Lenin) - 1984: Si l’on revient moins riches - 1989: Petit - 1992: Être et ne pas avoir été - 1993: Je vais t’aimer (Bercy 93) - 1994: Maudits français - 1995: Je me souviens d’un adieu (Olympia 95) - 1997: Être une femme 97’ (femme des années '80) - 1997: S’enfuir et après - 1997: Tu te reconnaîtras - 2000: Je n’aurai pas le temps - 2010: Et puis après - 2011: Elle vit toute seule - 2012: Le France 2012 - 2017: Le figurant - 2019: Où s’en vont les étoiles |

## Auszeichnungen für Musikverkäufe
| Goldene Schallplatte - Frankreich - 1980: für das Album 20 Chansons D’or - 1981: für das Album Michel Sardou - 1982: für das Album Vivant – Afrique Adieu - 1988: für das Album Regards - Schweiz - 1990: für das Album Marie-Jeanne - 1992: für das Album Le grand réveil | Platin-Schallplatte - Europa - 2005: für das Album Du Plaisir - Frankreich - 1983: für das Album Et Mourir De Plaisir - Kanada - 1993: für das Album Les Grandes Chansons | 2× Platin-Schallplatte - Frankreich - 1989: für das Album La Même Eau Qui Coule 3× Platin-Schallplatte - Frankreich - 2005: für das Videoalbum Live |

Anmerkung: Auszeichnungen in Ländern aus den Charttabellen bzw. Chartboxen sind in ebendiesen zu finden.
| Land/RegionAuszeichnungen für Musikverkäufe (Land/Region, Auszeichnungen, Verkäufe, Quellen) | Silber     | Gold       | Platin       | Diamant  | Verkäufe    | Quellen                                                   |
| -------------------------------------------------------------------------------------------- | ---------- | ---------- | ------------ | -------- | ----------- | --------------------------------------------------------- |
| Belgien (BRMA)                                                                               | —          | 4× Gold4   | 4× Platin4   | —        | 240.000     | ultratop.be                                               |
| Europa (IFPI)                                                                                | —          | —          | Platin1      | —        | (1.000.000) | ifpi.org (Memento vom 1. Januar 2014 im Internet Archive) |
| Frankreich (SNEP)                                                                            | 4× Silber4 | 40× Gold40 | 33× Platin33 | Diamant1 | 18.985.000  | infodisc.fr snepmusique.com                               |
| Kanada (MC)                                                                                  | —          | —          | Platin1      | —        | 100.000     | musiccanada.com                                           |
| Schweiz (IFPI)                                                                               | —          | 3× Gold3   | —            | —        | 75.000      | hitparade.ch                                              |
| Insgesamt                                                                                    | 4× Silber4 | 47× Gold47 | 39× Platin39 | Diamant1 |             |                                                           |

## Bibliographie
- Louis-Jean Calvet; Jean-Claude Klein: Faut-il brûler Sardou ?, éditions Savelli, 1978.
- Charles Sudaka: Sardou, éditions Alain Mathieu, 1978.
- Philippe Dampenon: Michel Sardou : je vole... en chantant, éditions Gérard Cottreau, 1978.
- Jackie Sardou, nach Notizen von Fernand Sardou: Les Sardou de père en fils, éditions Julliard, 1981.
- Catherine Rouchon; Michel Rouchon: Sardou, une légende en marche, éditions Verso, 1984.
- Florence Michel: Michel Sardou, éditions Seghers, 1985.
- Claude Klotz: Michel Sardou, éditions Albin Michel, 1985.
- Michel Sardou: La Moitié du chemin (kommentierte Liedertexte), Nathan, Paris, 1989.
- Catherine Rouchon; Michel Rouchon: Michel Sardou, passionnément, éditions Rouchon, 1992.
- Thierry Séchan; Hugues Royer: Michel Sardou, éditions du Rocher, 1993.
- Sylvie Maquelle: Les Sardou, une dynastie, éditions Hachette-Carrère, 1994.
- Gilles Lhote, Sardou de A à Z, éditions Albin Michel, 1996.
- Annie Réval; Caroline Réali: Michel Sardou, l'ombre et la lumière, éditions France Empire, 2006.
- Michel Sardou, Et qu'on n'en parle plus, XO, Paris, 2009, ISBN 2-84563-405-6.
- Sandro Cassati: Michel Sardou, une vie en chantant, City Éditions, 2010.
- Sophie Girault: Michel Sardou. Biographie intime, City Éditions, 2013.
- Frédéric Quinonero: Sardou - Vox populi, Éditions Didier Carpentier, 2013.

Bildbände
- Les images de ma vie (Fotos von Richard Melloul, Kommentar von Michel Sardou, Text von Bertrand Tessier), Flammarion, 2011, ISBN 978-2-08-126488-5.
- En chantant (Fotos von Richard Melloul, Text von Michel Sardou, Vorwort von Romain Sardou), Flammarion, 2012, ISBN 978-2-08-127358-0.